# Move (The Mamas-dal)
A Move (magyarul: Mozdulj!) a svéd–amerikai The Mamas dala, amellyel Svédországot képviselték volna a 2020-as Eurovíziós Dalfesztiválon. A dal a 2020. március 7-én rendezett svéd nemzeti döntőben, a Melodifestivalenen nyerte el az indulás jogát, ahol a nemzetközi zsűri és a nézői szavazatok együttese alakította ki az eredményt.

## Eurovíziós Dalfesztivál
2019. november 26-án jelentette be az SVT, hogy a The Mamas dala is bekerült az Melodifestivalen 2020 mezőnyébe. A dalt a műsor első válogatójában, 2020. február 1-jén mutatták be. Innen az első helyen jutott tovább a március 7-én rendezett döntőbe, ahol győzni tudtak.
A dalt az Eurovíziós Dalfesztiválon az előzetes sorsolás alapján először a május 12-én megrendezett első elődöntő első felében adták volna elő, azonban március 18-án az Európai Műsorsugárzók Uniója bejelentette, hogy 2020-ban nem tudják megrendezni a versenyt a COVID–19-koronavírus-világjárvány miatt.